# Washita River
Der Washita River (Pawnee: Awaastatkiicu) ist ein 475 Kilometer langer linker Nebenfluss des Red River in den US-Bundesstaaten Texas und Oklahoma. Der Fluss entwässert ein 20.767 km² großes Gebiet im östlichen Teil des Texas Panhandle sowie den Südwesten Oklahomas.

## Verlauf
Der Washita River entspringt nahe Miami im Roberts County und fließt hauptsächlich in südöstliche Richtung bis zu seiner Mündung in den hier zum Lake Texoma aufgestauten Red River. Der Fluss durchfließt den 107 m tiefen und 24 km langen Big Canyon in den Arbuckle Mountains und wird nordwestlich von Elk City zum Foss Lake gestaut.

## Geschichte
Der General und spätere Präsident Zachary Taylor eröffnete im Jahr 1842 31 km oberhalb der Mündung das Fort Washita, das die Siedler vor den Übergriffen der Choctaw und Chickasaw schützen sollte.
Am 27. November 1868 fand am Ufer des Flusses der Angriff am Washita statt. Dabei überfiel das 7. US-Kavallerie-Regiment ein Dorf der Südlichen Cheyenne nahe dem heutigen Cheyenne.